# ズラタン・バイラモビッチ
ズラタン・バイラモビッチ（Zlatan Bajramović, 1979年8月12日 - ）は、ボスニア・ヘルツェゴビナの同国代表サッカー選手。ドイツ、ハンブルク出身。ポジションはセンターハーフ。

## 所属クラブ
- FCザンクトパウリ　1997-2002
- SCフライブルク　2002-2005
- シャルケ04　2005-2008
- アイントラハト・フランクフルト　2008-2011